# 88 (عدد)
88 (ثمانية وثمانون) هو عدد طبيعي يلي العدد 87 ويسبق العدد 89.

## في الرياضيات
- عدد مضلعي[4]
- عدد قلوب